# Jonas Bohlin (kompositör)
Karl Jonas Söderman Bohlin, född 12 september 1963 i Gustavsberg, är en svensk  tonsättare av konstmusik och filmmusik. Bohlin har studerat vid Kapellsbergs Musikskola i Härnösand och Kungliga Musikhögskolan i Stockholm (1990-97). 
KammarensembleN under ledning av Ansgar Krook beställde och uruppförde 1992 Bohlins Trakt med text av Katarina Frostenson, vilket kom att bli hans genombrott. Han och författaren Torbjörn Elensky baserade verket 7 juli på texten i DN den 7 juli 2001, en slumpvis vald dag.